# Соч (Борка, Нямц)
Соч (рум. Soci) — село у повіті Нямц в Румунії. Входить до складу комуни Борка.
Село розташоване на відстані 304 км на північ від Бухареста, 51 км на північний захід від П'ятра-Нямца, 135 км на захід від Ясс.

## Населення
За даними перепису населення 2002 року у селі проживали 917 осіб, усі — румуни. Усі жителі села рідною мовою назвали румунську.